# Nigel Kennedy
Nigel Kennedy (Brighton, 28 de diciembre de 1956) es un violinista y violista inglés. 

## Vida
Nació en Brighton, East Sussex, descendiente de un largo y prestigioso linaje de músicos. Su abuelo fue Lauri Kennedy, violonchelista británico que tocó en la Orquesta Sinfónica de la BBC, que tocó, entre otros, junto a Fritz Kreisler, Jascha Heifetz y Arthur Rubinstein. Su abuela fue Dorothy Kennedy, pianista, que acompañó a John McCormack, y enseñó a los niños de Enrico Caruso. Lauri y Dorothy se establecieron en Australia, donde nació su hijo, el violonchelista John Kennedy, que fue violonchelista de la Royal Philharmonic Orchestra de Thomas Beecham. La madre de Nigel fue Escila Stoner, profesora de piano. Nigel no conoció a su padre hasta que tuvo 11 años. Niño prodigio, a quien Yehudi Menuhin pagó sus estudios de violín desde que lo descubrió.

## Carrera

### Música clásica
Muy conocido por sus interpretaciones de Las cuatro estaciones de Antonio Vivaldi, de la que llegó a vender más de un millón de discos, convirtiéndose en un récord de ventas en música clásica y por su trabajo con la soprano Sarah Brightman. Las versiones de Nigel Kennedy son heterodoxas y han sido muy criticadas, como su grabación de Las cuatro estaciones. Tiene prestigio su interpretación del Concierto para viola y orquesta de William Walton, dirigido por André Previn y grabado en 1987.

### Otros estilos musicales
Kennedy no se ha limitado a la música clásica y ha buscado nuevos campos. Grabó un disco en el que adapta música de Jimi Hendrix. El 27 de noviembre de 2000 en el concierto de The Who en el Royal Albert Hall interpretó el único solo de violín de la canción "Baba O'Riley". En 2003, seducido por los sonidos del este de Europa, grabó un disco con una banda de músicos polacos The Kroke Band.

## Discografía
| Año  | Álbum                                               |
| ---- | --------------------------------------------------- |
| 2008 | A Very Nice Album                                   |
| 2008 | Beethoven & Mozart Violin Concertos                 |
| 2007 | Polish Spirit                                       |
| 2007 | The Platinum Collection                             |
| 2006 | Bluenote Sessions                                   |
| 2006 | Kennedy, Live at La Citadelle                       |
| 2006 | Inner Thoughts                                      |
| 2006 | Nigel Kennedy Plays Bach                            |
| 2005 | Legend: Beethoven and Bruch                         |
| 2004 | Vivaldi II                                          |
| 2003 | Vivaldi                                             |
| 2003 | East Meets East                                     |
| 2002 | Greatest Hits                                       |
| 2000 | Kennedy Plays Bach                                  |
| 2000 | The Doors Concerto                                  |
| 2000 | Duos for Violin & Cello                             |
| 1999 | Classic Kennedy                                     |
| 1999 | The Kennedy Experience                              |
| 1998 | Kreisler                                            |
| 1997 | Edward Elgar & Ralph Vaughan Williams               |
| 1996 | Kafka                                               |
| 1993 | Tchaikovsky                                         |
| 1992 | Beethoven: Violin Concerto                          |
| 1992 | Sibelius:Violinkonzert / Tchaikovsky: Violinkonzert |
| 1991 | Johannes Brahms - Violin Concerto in D, Op. 77      |
| 1989 | Antonio Vivaldi - The Four Seasons                  |
| 1988 | Sibelius - Violin Concerto / Symphony No. 5         |
| 1988 | Bruch, Schubert & Mendelssohn                       |
| 1987 | Let Loose                                           |
| 1987 | William Walton - Viola Concerto                     |
| 1986 | Bartók & Duke Ellington                             |
| 1986 | Tchaikovsky & Chausson                              |
| 1984 | Elgar - Violin Concerto in B minor, Op. 61          |
| 1984 | Salut d'Amour & Other Elgar Favourites              |
| 1984 | Nigel Kennedy Plays Jazz                            |

## Instrumentos
Nigel Kennedy es propietario o ha usado los siguientes violines:
- Guarneri del Gesù, 'La Fonte' c.1735;
- Stradivarius;
- Scott Cao;
- Johannes Finkel
- Violectra violín eléctrico (with pickup by Barbera Transducers Systems )